# Mirosław Kocur
Mirosław Kocur (ur. 16 sierpnia 1955 w Wałbrzychu) – antropolog teatru i reżyser, profesor Uniwersytetu Wrocławskiego i PWST im. L. Solskiego w Krakowie, dyrektor Instytutu Kulturoznawstwa Uniwersytetu Wrocławskiego, absolwent Politechniki Wrocławskiej (1979) oraz Wydziału Reżyserii Dramatu krakowskiej PWST (1986).
Projektował i budował mosty na Pogórzu Karpackim, uczestniczył w przedsięwzięciach Teatru Laboratorium Jerzego Grotowskiego, był kierownikiem artystycznym teatru Drugie Studio Wrocławskie (1987–1990) i dyrektorem międzynarodowego festiwalu sztuki „Broken Walls” w Kalifornii (1991). W roku 2005 otrzymał stypendium naukowe Programu Fulbrighta. Reżyserował i wykładał w Polsce, Szwajcarii, Włoszech, Wielkiej Brytanii, Grecji i Stanach Zjednoczonych. Jest członkiem European Network of Research and Documentation of Performances of Ancient Greek Drama. Publikuje m.in. w „Teatrze” i „Dialogu”.

## Wybrana bibliografia
- Teatr antycznej Grecji (2001, Nagroda indywidualna MENiS i „Dolnośląski Brylant Roku”)
- We władzy teatru. Aktorzy i widzowie w antycznym Rzymie (2005, Nagroda im. Wojciecha Bogusławskiego)
- Drugie narodziny teatru. Performanse mnichów anglosaskich (2010)
- Teatr bez teatru. Performanse w Anglii Wschodniej u schyłku średniowiecza (2012)
- Źródła teatru (2013, Złota Seria Uniwersytetu Wrocławskiego)